# Tour dei New Zealand Māori 1922
La selezione di Giocatori Maori di rugby a 15, eredi del “Natives” che girarono l'Europa del 1888-89, visitano l'Australia, dopo 12 anni.
Conquistano la serie contro il New South Wales grazie a due vittorie e un pareggio.

## Risultati principali
Sistema di punteggio: meta = 3 punti, Trasformazione=2 punti .Punizione e calcio da mark=  3 punti. drop = 4 punti. 
| Arbitro: | A Irving |

|                                                      |           |                                                                       |
| mete: Fox, Raymond 3 Taylor, Walker trasf.: Taylor 2 | Marcatori | mete: Broughton, Gemmell, Potaka, Trezise c.p.: Akuira, Jacob, Taiapa |

| Arbitro: | G Flannery |

|                                                                                                   |           |                                                            |
| mete: Cooney, Davis McKay, Raymond Shute, Taylor trasf.: Nothling, Taylor c.p.: Humphreys, Taylor | Marcatori | mete: Phillips, Taituha trasf.: Akuira, Jacob c.p.: Akuira |

| Arbitro: | A Irving |

|                                                                    |           |                                                                  |
| mete: McKay, Raymond Shute, Wogan trasf.: Stanley 3 Drop: Nothling | Marcatori | mete: Bannister, W Barclay 4 Taituha trasf.: Taiapa c.p.: Taiapa |

## Il match con gli All Blacks
Al termine dei due rispettivi tour i Maori affrontano gli All Blacks
| Wellington 19 agosto 1922 | NZ Maori XV | 14 – 21 | Nuova Zelanda XV | (Athletic Park) |